# Héctor del Ángel
Héctor del Ángel (* 6. März 1971 in El Higo, Veracruz) ist ein ehemaliger mexikanischer Fußballspieler auf der Position eines Stürmers.

## Leben
In der Saison 1994/95 kam Del Ángel im Alter von 23 Jahren in Reihen des Tampico-Madero FC zu seinen ersten Einsätzen in der mexikanischen Primera División. Bereits Ende 1995 absolvierte er seine beiden einzigen Länderspieleinsätze über die Distanz von insgesamt 15 Minuten am 11. Oktober 1995 gegen Saudi-Arabien (2:1) und am 30. November 1995 gegen Kolumbien (2:2). Das Kalenderjahr 1997 verbrachte er beim CF Monterrey, für den er allerdings nur zu zehn Erstligaeinsätzen kam.
1998 wechselte er zu Chivas Guadalajara, für die er insgesamt 85 Erstligaeinsätze absolvierte und auch in der Copa Merconorte spielte. Nach seinem Wechsel zum CD Zacatepec im Sommer 2002 absolvierte er nur noch einen einzigen Erstligaeinsatz im Jahr 2004, als er noch einmal beim CF Monterrey unter Vertrag stand. Er beendete seine aktive Laufbahn bei seinem ersten Verein Tampico-Madero FC, nachdem dieser im Sommer 2005 von der drittklassigen Segunda División in die zweitklassige Primera División 'A' aufgestiegen war.